# グウェン・マクレエ
グウェン・マクレエ (Gwen McCrae、1943年12月21日 - 2025年2月21日) はアメリカ合衆国フロリダ州出身のソウル歌手である。
若きベティ・ライトに見いだされ、夫のジョージ・マックレーとのデュエットで1969年にデビューした。75年に「ロッキン・チェア」がヒットしている。
2025年2月21日金曜日、ノースマイアミビーチの介護施設で死去。81歳没。